# Fidget spinner
Un fidget spinner, también llamado simplemente spinner, es un tipo de juguete que cumple la función de divertir a la persona que lo esté utilizando. Por lo general está hecho de plástico, metal u otros materiales y constituido por un eje central con dos, tres o más brazos o extremidades; los cuales terminan en unos aros que contienen contrapeso, con balance de 
rodamientos.

## Historia
Inicialmente, algunos periódicos acreditaron su invención a Catherine Hettinger, una ingeniera química en prácticas, nacida en Florida, Estados Unidos, quien en el año 1993 solicitó una patente para un "juguete giratorio". Sin embargo, tiempo después se supo que esta falsa acreditación provenía de un artículo de Wikipedia sobre el que Hettinger dijo: "que asume que alguno de sus amigos hizo el primer artículo de Wikipedia respecto a ella calificándola de inventora del juguete". Un par de décadas después, sin embargo, el invento se hizo muy popular y se venden millones de unidades en todo el mundo. El juguete más parecido al que es tan popular hoy día parece ser el spinner inventado por Scott McCoscky. Llegó a tener un apogeo a nivel mundial durante el 2017, su gran popularidad entre los escolares ha hecho que en algunos colegios se hayan llegado a prohibir ya que se considera que distraen a los alumnos.
En países como Estados Unidos o Reino Unido estas peonzas de mano se han comercializado como herramientas para la ayuda de pacientes autistas, con déficit de atención, estrés, ansiedad o depresión. Aunque no hay estudios concluyentes, parece que este juguete puede ayudar a reducir la ansiedad y aumentar la capacidad de concentración. Sin embargo, es un hecho concreto que las partes pequeñas de estos objetos pueden conllevar “peligro de asfixia" para niños menores de tres años.

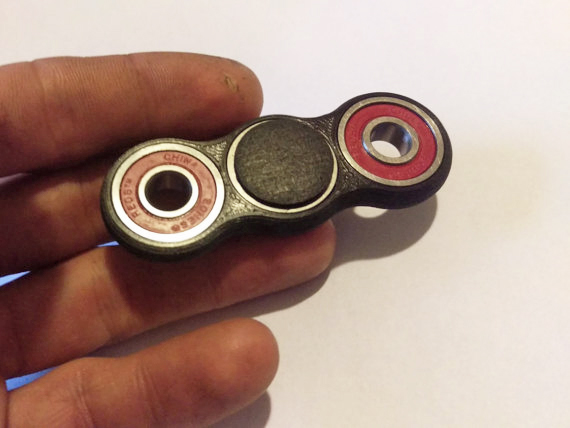
Un bi-spinner de plástico que consta de dos puntas.
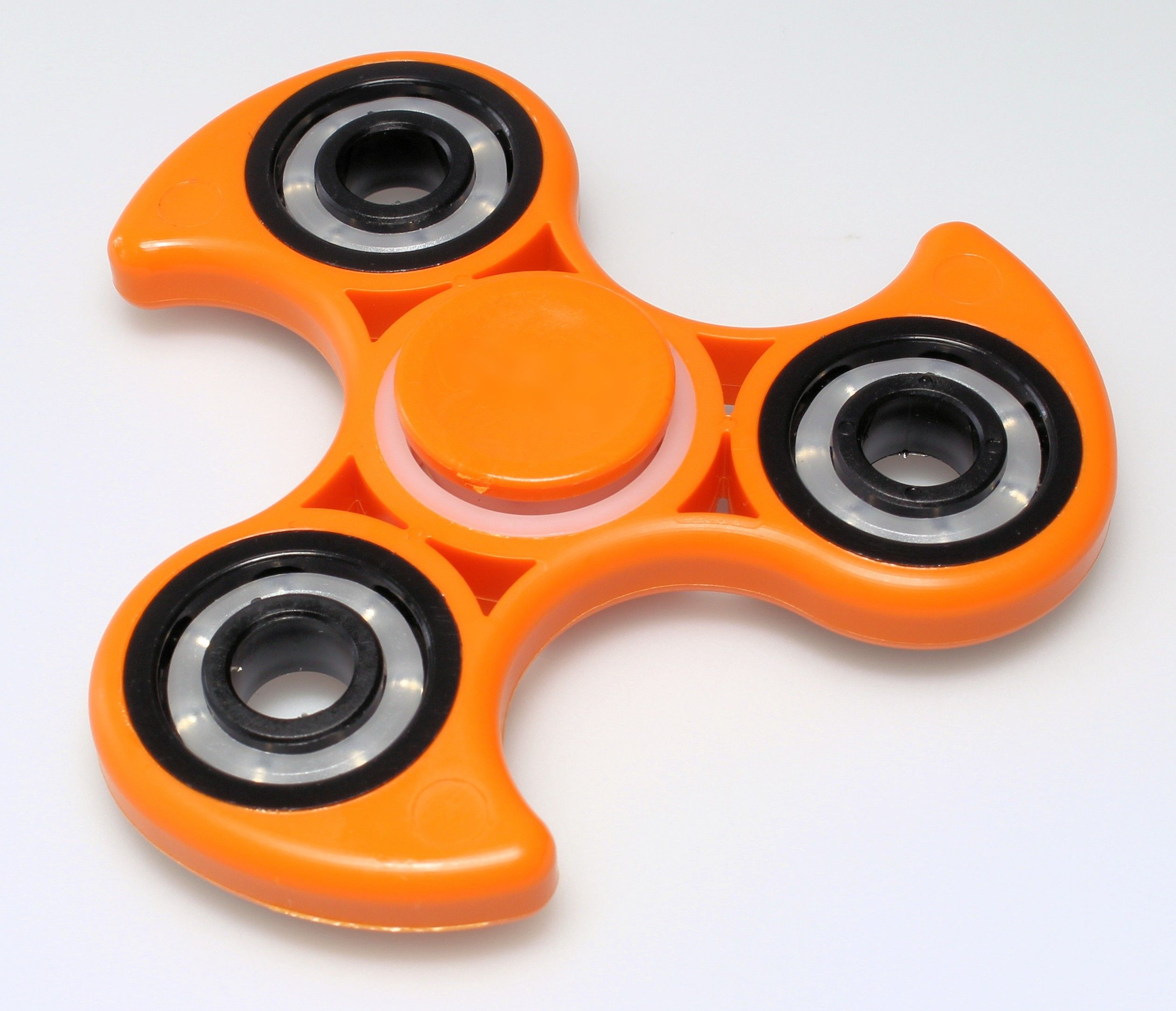
Fidget spinner con rodamientos de bolas.

## Cancelación
No obstante, el spinner está prohibido en algunos países porque, aunque algunos aseguran que les libera del estrés, puede implicar un peligro para los niños si se usa de manera incorrecta.
En Estados Unidos se han registrado casos de asfixia en menores que se habían tragado una de las tres pequeñas piezas que forman los spinners. En tanto, en algunos supermercados ingleses retiraron el producto de sus tiendas no tanto por el tamaño sino por su composición.
En el caso de los Spinners que llevan luces Led, contienen baterías que hacen que el objeto se ilumine al girar están hechas de litio, por lo que, si se ingieren no sólo podrían causar asfixia sino también hemorragias internas.
En Australia, según reporta el portal Univisión, un niño de 11 años casi perdió un ojo cuando una pieza de su fidget spinner se salió cuando él intentaba mostrarles unos trucos a sus amigos.

## Fama
El spinner fue un fenómeno mundial desde diciembre de 2016 hasta enero de 2018. En este período se presentaron muchos tipos de spinners, desde spinners luminosos hasta spinners que brillaban en la oscuridad. Estos juguetes destacaban por su forma y características. Su fama nació en Youtube y luego se expandió a Instagram, Facebook y Twitter.